# 淡背地鸫
淡背地鸫（学名：Zoothera mollissima）也称光背地鸫，为鶲科地鸫属的鸟类。
2022年，为更好地反映其形态特征，“中国鸟类名录”10.0版将光背地鸫的中文名修改为淡背地鸫。
分布于印度、巴基斯坦、尼泊尔、不丹、孟加拉、缅甸、越南以及中国大陆的西藏、四川、云南等地，多生活于通常栖息于海拔2700-4000米林线以上的低矮的杜鹃灌丛以及或长有稀树灌丛的岩石地及裸岩的坡地上。该物种的模式产地在印度大吉嶺。

## 特征
光背地鸫体重约98.19克，翼长约138.4毫米，嘴峰长约25.1毫米，喙宽度约5.3毫米，喙厚度约5.7毫米，跗蹠长约36.2毫米，尾长约96.2毫米。光背地鸫在其分布区内为留鸟，其栖息在半开放的灌木丛中，食性为杂食性，主要食物来源是陆生无脊椎动物。

## 分布
繁殖于喜马拉雅山脉，从巴基斯坦北部至西藏东南部和四川；在低海拔地区越冬，南至云南。